# Emesis diogenia
Emesis diogenia is een vlindersoort uit de familie van de prachtvlinders (Riodinidae), onderfamilie Riodininae.
Emesis diogenia werd in 1865 beschreven door Prittwitz.